# Мохоровичич, Степан
Степан Мохоровичич (хорв. Stjepan Mohorovičić; 20 августа 1890 — 13 февраля 1980) — югославский хорватский геофизик и метеоролог. Сын известного геофизика, сейсмолога и метеоролога Андрии Мохоровичича.

## Краткая биография
Родился в городе Бакар. Изучал математику и физику в Загребском университете, где преподавал не только его отец Андрия, но и Винко Дворжак. Позже учился в Гёттингене у Арнольда Зоммерфельда, Вольдемара Фогта и Давида Гильберта. В 1918 году защитил докторскую степень в Загребском университете, преподавал в гимназиях Беловаре, Копривнице и Осиеке. Во время Первой мировой войны руководил австро-венгерскими военными метеорологическими станциями. В дальнейшем преподавал в средних и профессиональных школах Загреба. Умер в Загребе, похоронен на кладбище Мирогой.

## Научная деятельность
В сферу научных интересов Мохоровичича-младшего входили сейсмология, метеорология, астрофизика и теоретическая физика. Свои исследования в области сейсмологии он начал под руководством отца. В 1913 году он разработал новый метод обнаружения гипоцентра землетрясения и предоставил независимое подтверждение теории о границе земной коры, предложенной ещё его отцом Андрией и получившей в честь последнего имя. В 1916 году он опубликовал статью, в которой изложил теорию о возможном существовании небольших разрывов в земной коре и мантии Земли.
Помимо этого, Мохоровичич выдвинул собственную теорию о происхождении и составе Луны, а также теорию о взрывном характере образования лунных кратеров. Он также предсказал существование поверхности Мохоровичича на Луне: в 1969 году экипаж Аполлона-11, проведя сейсмические измерения, доказал верность теории Мохоровичича-младшего.
Наиболее важной работой Мохоровичича-младшего является предсказание существования позитрония, сделанное ещё в 1934 году. Позитроний — связанное состояние электрона и позитрона, которое было экспериментально обнаружено в 1951 году Мартином Дойчем. В своей работе Мохоровичич вычислил спектр позитрония и предсказал его существование в звёздах, в связи с чем предполагал возможным обнаружение спектральных линий позитрония в спектре звёзд. Эти линии были открыты в 1975 году К. Ф. Кантером в лабораторных условиях, а в 1984 году Дж. Э. Макклинток обнаружил их в спектре Крабовидной туманности.
Степан Мохоровичич был ярым противником теории относительности Альберта Эйнштейна. Его работы часто игнорировались научным сообществом (особенно в Хорватии), а сам он всю свою жизнь проработал преподавателем в средних и специальных учебных заведениях Хорватии.